# Delves Hall

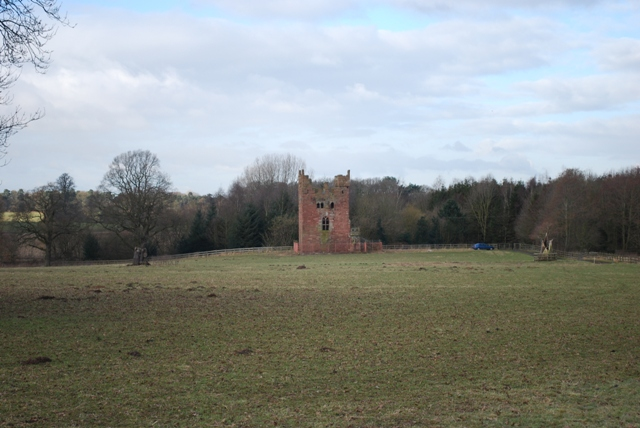
Delves Hall

Delves Hall (auch: Doddington Castle) ist ein befestigtes Gebäude im Park der Doddington Hall in Doddington in der englischen Grafschaft Cheshire, nördlich des Herrenhauses. English Heritage hat es als historisches Gebäude I. Grades gelistet.

## Geschichte
Den befestigten Turm ließ Sir John Delves 1364 an Stelle eines früheren Herrenhauses mit Wassergraben errichten. Der Turm stand anfangs frei und sollte vermutlich als Zufluchtsort für die Familie dienen. Im 17. Jahrhundert wurde er in einen größeren Baukörper integriert, der „Doddington Hall“ genannt wurde. Im englischen Bürgerkrieg wurde das Gebäude zur Garnison für die Truppen der Roundheads. Lord Byron nahm es im Januar 1644 für die Royalisten ein, aber wenig später wurde es von parlamentarischen Truppen zurückerobert. 1427 fielen Anwesen und Haus an die Familie Broughton. Etwa 1777 wurde das Herrenhaus abgerissen und durch die neue Doddington Hall ersetzt, wobei der Turm als Landschaftsdetail stehengelassen wurde, möglicherweise als Salettl für ein Bankettpavillon. Die Außentreppe zum früheren Herrenhaus wurde erhalten und an den Turm angebaut.

## Architektur
Der Turm wurde in rotem Sandstein-Werkstein errichtet und hat ein Schieferdach. Der Grundriss ist quadratisch. Der Turm hat drei Stockwerke und das Dach ist an allen vier Ecken mit Türmchen versehen. Zum Eingang führt eine aus Werkstein errichtete doppelte Freitreppe im jakobinischen Stil. Die mittlere, untere Treppenflucht führt zu einem Podest, auf dem eine grobe ionische Säule mit einer nackten Frauenfigur steht. Der Unterbau zu den seitlichen Treppenfluchten hat rustizierte Pilaster auf jeder Seite, die großen Statuen, die den Schwarzen Prinz, Audley und seine vier Schildknappen darstellen, sind alle in Waffen. Die Brüstungen des Turmes und der Ecktürmchen sind zinnenbewehrt.